# 王佑曾
王佑曾（英語：Eugene Wong，1934年12月24日—），中央研究院院士。

## 生平
1947年因戰亂舉家移居美國紐約。1959年取得美國普林斯頓大學電機博士學位。柏克萊大學名譽教授，中央研究院資訊科學研究所特聘講座研究員。1992年當選19屆中央研究院院士。2012年以中華民國國科會科學技術發展諮議會委員身份，參與「第一次科技諮議會」。